# Дель Прете, Мики
Мики Дель Прете (итал. Miki Del Prete; род. 23 июля 1935 года, Бари, Италия) — итальянский продюсер и поэт-песенник.

## Биография
Родился в Баре, в молодом возрасте переехал в Милан со своей семьей, после того как его отца, футболиста, футбольный клуб Бари перевели в клуб «Calcio» в Комо. С 1950 года выступал рок-танцором, начиная с 1959 года, он стал близким другом и сотрудником Адриано Челентано как лирик, менеджер, продюсер и советник. Среди наиболее успешных песен, которые он написал для Челентано, «Impazzivo per te», «Il ragazzo della via Gluck», «La coppia più bella del mondo», «Una carezza in un pugno», «Prisencolinesinanciusol», «Soli». Он также написал песни для других исполнителей, в частности, Катерины Казелли хит «Nessuno mi può giudicare».